# Kanton Vitry-sur-Seine-Ouest
Kanton Vitry-sur-Seine-Ouest (fr. Canton de Vitry-sur-Seine-Ouest) je francouzský kanton v departementu Val-de-Marne v regionu Île-de-France. Tvoří ho pouze západní část města Vitry-sur-Seine.